# كيفين ماكدونالد
كيفين ماكدونالد (بالإنجليزية: Kevin Macdonald) (و. 1967  م) هو مخرج أفلام، وكاتب سيناريو، ومنتج أفلام، وكاتب بريطاني، ولد في غلاسكو، بدأ مشواره المهني سنة 1994.

## التعليم
تعلم في Glenalmond College ‏.

## وصلات خارجية
- كيفين ماكدونالد على موقع IMDb (الإنجليزية)
- كيفين ماكدونالد على موقع قاعدة بيانات الأفلام العربية
- كيفين ماكدونالد على موقع ألو سيني (الفرنسية)
- كيفين ماكدونالد على موقع أول موفي (الإنجليزية)
- كيفين ماكدونالد على موقع بوكس أوفيس موجو (الإنجليزية)
- كيفين ماكدونالد على موقع قاعدة بيانات الأفلام السويدية (السويدية)
- كيفين ماكدونالد على موقع إن إن دي بي (الإنجليزية)
- كيفين ماكدونالد على موقع قاعدة بيانات الفيلم (الإنجليزية)
- كيفين ماكدونالد على موقع كينوبويسك (الروسية)